# Pavonia arachnoides
Pavonia arachnoides là một loài thực vật có hoa trong họ Cẩm quỳ. Loài này được C.Presl mô tả khoa học đầu tiên năm 1835.